# 勝城蒼鳳
勝城 蒼鳳（かつしろ そうほう、1934年2月23日 - 2023年1月28日）は、日本の竹工芸家。重要無形文化財保持者（人間国宝）。本名は、勝城  一二（いちじ）。

## 来歴
栃木県那須郡高林村（黒磯町、黒磯市を経て、現在の那須塩原市）に生まれる。
1949年に15歳で菊地義伊に弟子入りして竹工芸を学び始め、八木澤啓造（蒼玕）や斎藤文石にも指導を受けた。1968年に日本伝統工芸展に初めて入選を果たし、以後「蒼鳳」の号を使用する。この号は八木澤から与えられたものだった。斎藤に師を変えたのは、八木澤が指導のためにフィリピンに渡航したことが理由だった。
1972年に日本工芸会正会員となる。
日本伝統工芸展では、第30回で東京都知事賞、第44回でNHK会長賞を受賞した。東京都知事賞受賞作の「波千鳥編盛籃『渓流』」は、後に東京国立近代美術館の収蔵品となり、2025年時点では「根曲竹摺漆花籃『颯然』」「Waterfall」とともに国立工芸館に所蔵されている。
1998年に紫綬褒章を受章した。2005年には重要無形文化財「竹工芸」保持者に認定され、大田原市の名誉市民にも推挙された。竹工芸を手がける傍ら、農業にも従事していた。
晩年には転倒で大腿骨を骨折して自作の杖を使う生活となったが、以後も制作活動は継続し、2022年の日本伝統工芸展にも作品を出品した。
2023年1月28日、病気のため那須塩原市内の病院で死去した。

## 作風
自然の情景を題材とした。花の表現に使用した「千集（せんしゅう）編み」、水の表現に用いた「引っかけ編み」といった技法を生み出した。名誉市民だった大田原市のウェブサイトでは「竹の選定に始まり素材の調整、編組、染色・拭漆（ふきうるし）仕上げ等にわたる幅広い竹工芸技法を高度に体得しており、丹念な編組や捻り、膨らみの量感と仕上げで独創的な作品世界を作り出しています」と紹介されている。